# Fanny Midgley
Pour les articles homonymes, voir Midgley.
Fanny Midgley est une actrice américaine née le 26 novembre 1879 à Cincinnati (Ohio) et morte le 4 janvier 1932 à Hollywood (Californie).

## Filmographie partielle
- 1915 : L'Italien (The Italian) de Reginald Barker
- 1916 : Civilisation (Civilization) de Reginald Barker, Thomas H. Ince et Raymond B. West
- 1919 : Âme hindoue (The Man Beneath) de William Worthington
- 1922 : Le Jeune Rajah (The Young Rajah) de Phil Rosen
- 1923 : La Première Aventure de Douglas Fairbanks Junior (Stephen Steps Out) de Joseph Henabery
- 1924 : Les Rapaces (Greed) de Erich von Stroheim
- 1925 : Un joueur enragé (The Bridge of Sighs) de Phil Rosen
- 1928 : La Petite Dame du vestiaire (Naughty Baby) de Mervyn LeRoy
- 1931 : Une tragédie américaine (An American Tragedy) de Josef von Sternberg